# Tal
Tal este un organ vegetativ lipsit de vase conducătoare, unicelular la bacterii și la unele alge, pluricelular la ciuperci.
Celulele talului sunt formate la exterior dintr-un perete celular. Membrana celulară este de natură celulozică, dar la unele specii de alge, ea se impregnează cu săruri de siliciu și de calciu, devenind rigidă.